# Damnóni (Réthymnon)
Damnóni, en grec moderne : Δαμνόνι, est un village côtier, du dème d'Ágios Vasílios, de l'ancienne municipalité de Foínikas, dans le district régional de Réthymnon, en Crète, en Grèce. Selon le recensement de 2011, la population de Damnóni compte 11 habitants. Le village est situé à une distance de 35 km de Réthymnon et à 5 km à l'est de Plakiás.

## Source de la traduction
- (el) Cet article est partiellement ou en totalité issu de l’article de Wikipédia en grec moderne intitulé « Δαμνόνι Ρεθύμνης » (voir la liste des auteurs).